# Dustin Kohn
Dustin Kohn, född 2 februari 1987, är en kanadensisk professionell ishockeyspelare som spelat för New York Islanders i NHL. Säsongen 2011/2012 värvades han till Örebro HK. Han valdes som 46:e spelaren totalt i NHL Entry Draft 2005. 

## Klubbar
- Knights of Columbus Pats Mgt 2002/2003 (AMHL)
- Calgary Hitmen  2003/2004 - 2005/2006 (WHL)
- Brandon Wheat Kings 2005/2006 (WHL)
- Bridgeport Sound Tigers 2005/2006 - 2009/2010 (AHL)
- New York Islanders 2009/2010 (NHL)
- Bridgeport Sound Tigers 2010/2011 (AHL)
- Örebro HK 2011/2012 (Hockeyallsvenskan)